# Gynochthodes verticillata
Gynochthodes verticillata är en måreväxtart som först beskrevs av Theodoric Valeton, och fick sitt nu gällande namn av Takahide Hosokawa. Gynochthodes verticillata ingår i släktet Gynochthodes och familjen måreväxter. Inga underarter finns listade i Catalogue of Life.